# Branchiomma bahusiense
Branchiomma bahusiense är en ringmaskart som beskrevs av Karl Erik Johansson 1927. Branchiomma bahusiense ingår i släktet Branchiomma och familjen Sabellidae. Arten är reproducerande i Sverige. Inga underarter finns listade i Catalogue of Life.